# Eduard Schmurr
Eduard Schmurr (* 19. Januar 1906 in Impflingen; † 26. September 1964 ebenda) war ein deutscher Landwirt und Politiker (FDP).

## Leben
Schmurr war Landwirt. Er trat 1931 der NSDAP bei und gehörte seit 1933 dem Gemeinderat an. Seit 1934 war er Ortsbauernführer in Impflingen, Kreisobmann des Reichsnährstands, seit 1938 außerdem ehrenamtlicher Abteilungsleiter bei der Kreisbauernschaft Landau und Beisitzer beim Landwirtschaftsgericht in Landau und Koblenz.
Am 27. Oktober 1948 lautete das Urteil der Spruchkammer Neustadt: Minderbelasteter, 2 Jahre Bewährung, Verlust der Wählbarkeit und Verbot der politischen Betätigung. 1952 wurde er Bürgermeister von Impflingen. 1953 trat er der FDP bei und wurde stellvertretender Vorsitzender des FDP-Kreisverbands Landau-Land. Für die FDP war er Mitglied des Kreistags Landau. 1963 wurde er in den fünften Landtag Rheinland-Pfalz gewählt, dem er bis zu seinem Tod im Folgejahr angehörte. Im Landtag war er Mitglied im Grenzlandausschuss sowie im Weinbau- und Weinwirtschaftsausschuss. Nachrücker im Landtag wurde Berthold Heitz.